# Pakistan International 2019
Die Pakistan International 2019 im Badminton fanden vom 7. bis zum 10. November 2019 in Islamabad statt.

## Sieger und Platzierte
| Disziplin    | Gold                                                        | Silber                       | Bronze                                   |
| ------------ | ----------------------------------------------------------- | ---------------------------- | ---------------------------------------- |
| Herreneinzel | Saran Jamsri                                                | Georges Paul                 | Howard Shu                               |
| Herreneinzel | Saran Jamsri                                                | Georges Paul                 | Awais Zahid                              |
| Dameneinzel  | Mahoor Shahzad                                              | Soraya Aghaei Hajiagha       | Palwasha Bashir                          |
| Dameneinzel  | Mahoor Shahzad                                              | Soraya Aghaei Hajiagha       | Neela Najeeb                             |
| Herrendoppel | Prad Tangsrirapeephan Apichasit Teerawiwat                  | Dipesh Dhami Ratnajit Tamang | Muhammad Atique Raja Muhammad Hasnain    |
| Herrendoppel | Prad Tangsrirapeephan Apichasit Teerawiwat                  | Dipesh Dhami Ratnajit Tamang | Muhammad Irfan Saeed Bhatti Azeem Sarwar |
| Damendoppel  | Aminath Nabeeha Abdul Razzaq Fathimath Nabaaha Abdul Razzaq | Bushra Qayyum Mahoor Shahzad | Sehra Akram Huma Javeed                  |
| Damendoppel  | Aminath Nabeeha Abdul Razzaq Fathimath Nabaaha Abdul Razzaq | Bushra Qayyum Mahoor Shahzad | Maisa Fathuhulla Ismail Neela Najeeb     |
| Mixed        | Hussein Zayan Shaheed Fathimath Nabaaha Abdul Razzaq        | Dipesh Dhami Amita Giri      | Muhammad Ali Larosh Ghazala Saddique     |
| Mixed        | Hussein Zayan Shaheed Fathimath Nabaaha Abdul Razzaq        | Dipesh Dhami Amita Giri      | Abdur Rehman Saima Waqas                 |